# (1150) Achaia
(1150) Achaia – planetoida z pasa głównego asteroid okrążająca Słońce w ciągu 3 lat i 90 dni w średniej odległości 2,19 au. Została odkryta 2 września 1929 roku w Landessternwarte Heidelberg-Königstuhl w Heidelbergu przez Karla Reinmutha. Nazwa planetoidy pochodzi od Achai, krainy historycznej w starożytnej Grecji. Przed nadaniem nazwy planetoida nosiła oznaczenie tymczasowe (1150) 1929 RB.